# Naruto: La Leyenda de la Piedra de Gelel
Naruto: La leyenda de la piedra de Gelel y originalmente titulada en Japón como Gekijōban Naruto Daigekitotsu! Maboroshi no Chiteiiseki Dattebayo (大激突！幻の地底遺跡だってばよ?  lit. ¡Choque! Las ruinas fantasmas en lo profundo de la tierra) es la segunda película basada en el anime y manga Naruto de Masashi Kishimoto. Se estrenó en Japón el 6 de agosto de 2005.

## Argumento
Cronológicamente, la película se encuentra situada después de la huida de Sasuke con Orochimaru.
La película empieza con una batalla en una playa de la costa desolada del País del Viento y unos soldados que llevan armaduras oscuras. A pesar de sus esfuerzos, los ninjas de la Aldea Oculta de la Arena no pueden con el enemigo. La oportuna llegada de Kankurō y Gaara iguala la batalla y consiguen hacer retroceder a los soldados hacia un bunker enorme que tenían en el mar.
Después de la batalla, aparecen Naruto, Shikamaru y Sakura intentando atrapar a un hurón doméstico. Sin embargo, cuando se dirigen al punto de entrega, se cruzan con los mismos soldados de la batalla de la playa y con un caballero misterioso llamado Temujin. Aquí es donde Naruto se separa de sus compañeros tras una dura batalla. 
Naruto se despierta en una caravana ambulante junto con Temujin. Al que después sigue a ver a Haido-sama. Mientras Shikamaru, investiga una fortaleza móvil enorme de metal que apareció donde ellos se encontraban mientras que Sakura busca a Naruto. 
La trama de la película ronda alrededor de una piedra llamada Gelel, que tiene un poder fuerte y misterioso. Había un clan que podría controlar los poderes de la piedra una vez. Con ese poder podían hacer madurar los árboles en un solo día y curar heridas al instante. Pero este poder llevó a la disputa y al final todo acabó en guerra.
Al final, Naruto debe impedir que se hagan con la Piedra de Gelel y con las Venas de la Vida. Y luchando con tres personajes muy poderosos.

## Personajes

### Serie
- Naruto
- Sakura
- Shikamaru
- Gaara
- Kankurō

### Únicos de la película
- Temujin

Es uno de los subordinados de Haido. Su sueño es conseguir hacer una utopía sin guerras, por muchos sacrificios que se necesiten. Es uno de los descendientes del clan que podía controlar la Piedra de Gelel.
- Haido

Es el que desea obtener la Piedra de Gelel a toda costa para conquistar el mundo. Mató a los padres de Temujin y lo convenció para que le ayudara con la falsa idea de crear una utopía de paz. Fue derrotado por Naruto.
- Kahiko

Es el anciano líder de la caravana y uno de los descendientes del clan que podía controlar la Piedra de Gelel. Es el único que se sabe donde se encuentra el templo donde se esconde la Vena de Gelel, así como el único que conoce sus secretos.
- Nerugui

Es el hurón que entrelaza la historia de Naruto, Shikamaru y Sakura con la Piedra de Gelel. En cuanto vio a Temujin, enseguida se fue con él. El anciano siempre decía que sabía reconocer a las personas. Ha vivido mucho más que el anciano.

### Cameos
Diversos personajes de la serie hacen un cameo cuanto Naruto dice que quiere ser Hokage para proteger a sus amigos. Entre ellos aparecen los equipos 8, 9 y 10; Iruka; Kakashi; Sarutobi el Tercer Hokage; Sasuke; y los Sannin Jiraiya y Tsunade.

## Curiosidades
- Temujin era el nombre original del líder mongol Genghis Khan.

- Datos: Q696366